# Fiacha I Finnamnas
Fiacha I Finnamnas („Biały z Machy”) – legendarny król Ulaidu z dynastii Milezjan (linia Ira, syna Mileda) w latach 82-102, przodek dynastii Dál nAraidi, syn i następca Iriala Glunmara, króla Ulaidu.
Informacje o jego dwudziestoletnich rządach z Emain Macha w Ulaidzie czerpiemy ze źródeł średniowiecznych. Jedno z nich, „Rawlinson B 502” z XII w., zanotowało na jego temat: Fiac[h]u Fi[n]damnas m[ac] Ia[r]él .xx. b[liadna] (faksym. 157), zaś „Laud Misc. 610” z XV w.: Fiach[a] Findmas m[ac] Iríail .xx. blī[adn]a (fol. 107 b 2). Zapisano tam małymi literami rzymską cyfrę XX (dwadzieścia). Pierwszy z nich opuścił dwóch królów, tworząc kilkuletnią lukę między rządami Fiachy a Elimem mac Conrach. Laud podał, że następcą Fiachy został Fiatach Finn mac Daire z milezjańskiej linii Itha. Fiacha pozostawił po sobie syna Muiredacha Finna, króla Ulaidu po czterech latach rządów Fiatacha.
„Księga najazdów Irlandii” (Lebor Gabála Érenn) z XII w. podała, że Mani, córka króla Ulaidu, była matką Moranna mac Main (Maein), syna Cairbre’a I Cinncaita, zwierzchniego króla Irlandii. W dalszej części dodała, że królem tym był Fiacha Findamnas mac Irial Glunmar.